# Listă de orașe din statul Wyoming
Listă alfabetică a orașelor din statul Wyoming, SUA 

Harta SUA & Wyoming

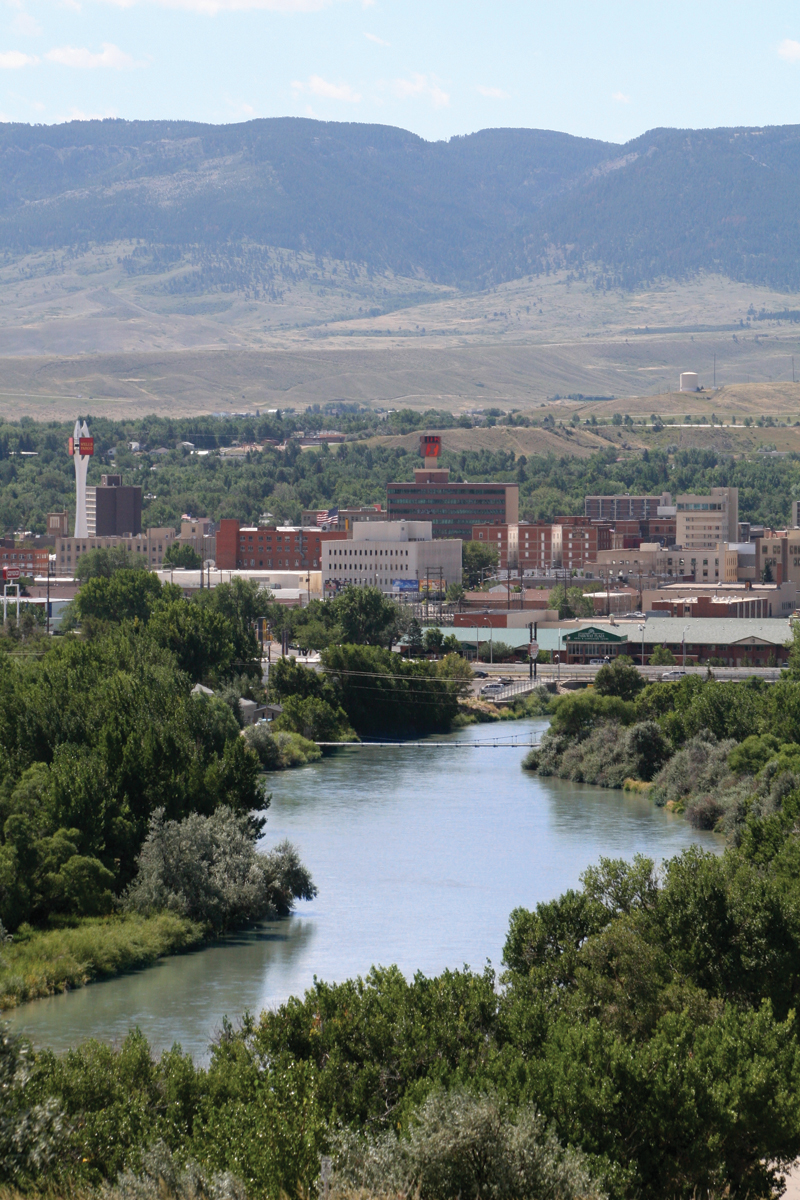
Casper

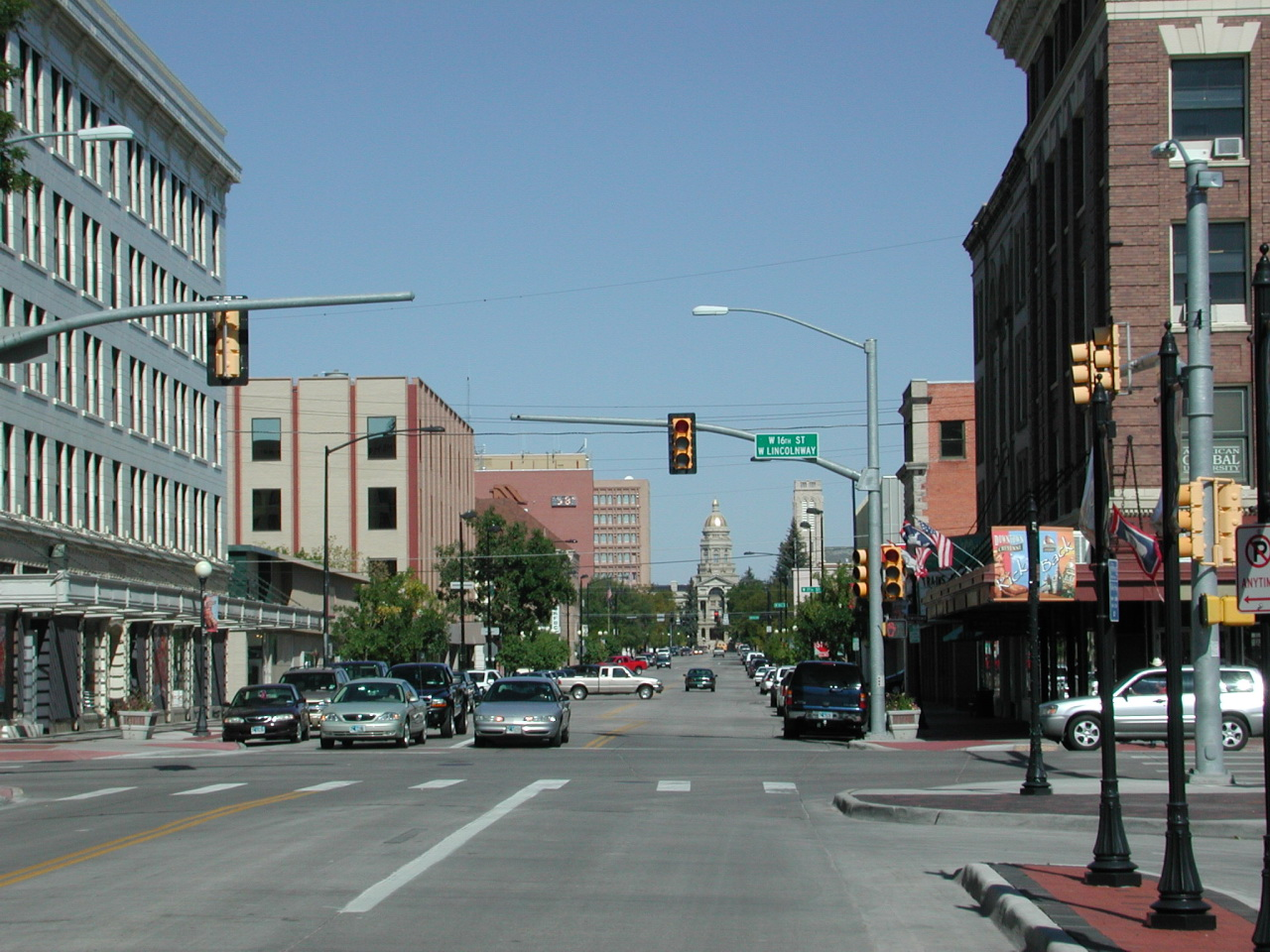
Cheyenne, Capitala statului Wyoming

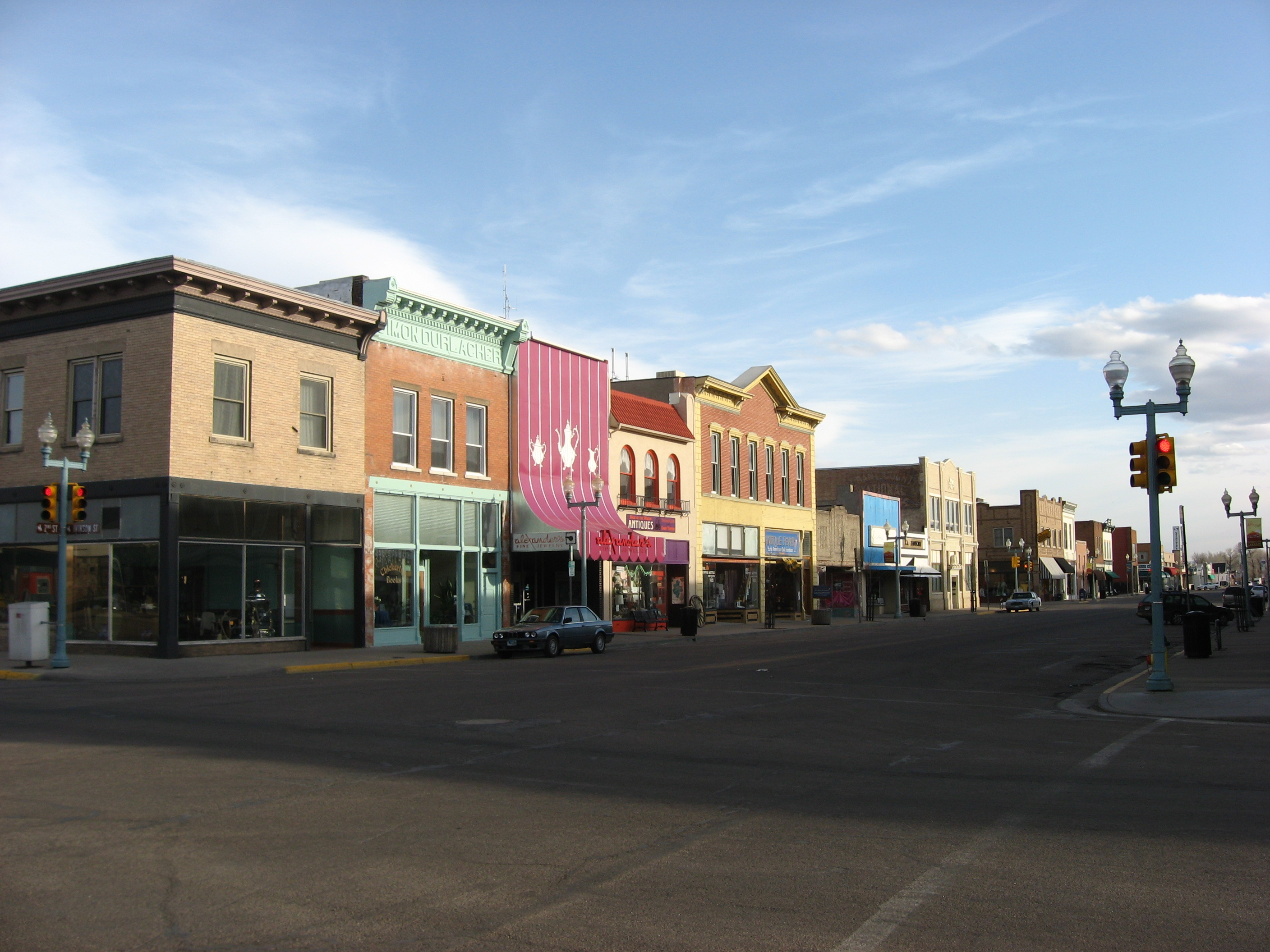
Laramie

| Nume              | Comitat     | Populație |
| ----------------- | ----------- | --------- |
| Afton             | Lincoln     | 1.818     |
| Albin             | Laramie     | 120       |
| Alpine            | Lincoln     | 550       |
| Baggs             | Carbon      | 348       |
| Bairoil           | Sweetwater  | 97        |
| Bar Nunn          | Natrona     | 936       |
| Basin             | Big Horn    | 1.238     |
| Bear River        | Uinta       | 487       |
| Big Piney         | Sublette    | 408       |
| Buffalo           | Johnson     | 3.900     |
| Burlington        | Big Horn    | 250       |
| Burns             | Laramie     | 285       |
| Byron             | Big Horn    | 557       |
| Casper            | Natrona     | 49.644    |
| Cheyenne          | Laramie     | 53.011    |
| Chugwater         | Platte      | 244       |
| Clearmont         | Sheridan    | 115       |
| Cody              | Park        | 8.835     |
| Cokeville         | Lincoln     | 506       |
| Cowley            | Big Horn    | 560       |
| Dayton            | Sheridan    | 678       |
| Deaver            | Big Horn    | 177       |
| Diamondville      | Lincoln     | 716       |
| Dixon             | Carbon      | 79        |
| Douglas           | Converse    | 5.288     |
| Dubois            | Fremont     | 962       |
| East Thermopolis  | Hot Springs | 274       |
| Edgerton          | Natrona     | 169       |
| Elk Mountain      | Carbon      | 192       |
| Evanston          | Uinta       | 11.507    |
| Evansville        | Natrona     | 2.255     |
| Fort Laramie      | Goshen      | 243       |
| Frannie           | Park        | 209       |
| Gillette          | Campbell    | 19.646    |
| Glendo            | Platte      | 229       |
| Glenrock          | Converse    | 2.231     |
| Grand Encampment  | Carbon      | 443       |
| Granger           | Sweetwater  | 146       |
| Green River       | Sweetwater  | 11.808    |
| Greybull          | Big Horn    | 1.815     |
| Guernsey          | Platte      | 1.147     |
| Hanna             | Carbon      | 873       |
| Hartville         | Platte      | 76        |
| Hudson            | Fremont     | 407       |
| Hulett            | Crook       | 408       |
| Jackson           | Teton       | 8.647     |
| Kaycee            | Johnson     | 249       |
| Kemmerer          | Lincoln     | 2.651     |
| Kirby             | Hot Springs | 57        |
| La Barge          | Lincoln     | 431       |
| La Grange         | Goshen      | 332       |
| Lander            | Fremont     | 6.867     |
| Laramie           | Albany      | 27.204    |
| Lingle            | Goshen      | 510       |
| Lost Springs      | Converse    | 1         |
| Lovell            | Big Horn    | 2.281     |
| Lusk              | Niobrara    | 1.447     |
| Lyman             | Uinta       | 1.938     |
| Manderson         | Big Horn    | 104       |
| Manville          | Niobrara    | 101       |
| Marbleton         | Sublette    | 720       |
| Medicine Bow      | Carbon      | 274       |
| Meeteetse         | Park        | 351       |
| Midwest           | Natrona     | 408       |
| Mills             | Natrona     | 2.591     |
| Moorcroft         | Crook       | 807       |
| Mountain View     | Uinta       | 1.153     |
| Newcastle         | Weston      | 3.065     |
| Opal              | Lincoln     | 102       |
| Pavillion         | Fremont     | 165       |
| Pine Bluffs       | Laramie     | 1.153     |
| Pine Haven        | Crook       | 222       |
| Pinedale          | Sublette    | 1.412     |
| Powell            | Park        | 5.373     |
| Ranchester        | Sheridan    | 701       |
| Rawlins           | Carbon      | 8.538     |
| Riverside         | Carbon      | 59        |
| Riverton          | Fremont     | 9.310     |
| Rock River        | Albany      | 235       |
| Rock Springs      | Sweetwater  | 18.708    |
| Rolling Hills     | Converse    | 449       |
| Saratoga          | Carbon      | 1.726     |
| Sheridan          | Sheridan    | 15.804    |
| Shoshoni          | Fremont     | 635       |
| Sinclair          | Carbon      | 423       |
| Star Valley Ranch | Lincoln     | 776       |
| Sundance          | Crook       | 1.161     |
| Superior          | Sweetwater  | 244       |
| Ten Sleep         | Washakie    | 304       |
| Thayne            | Lincoln     | 341       |
| Thermopolis       | Hot Springs | 3.172     |
| Torrington        | Goshen      | 5.776     |
| Upton             | Weston      | 872       |
| Van Tassell       | Niobrara    | 18        |
| Wamsutter         | Sweetwater  | 261       |
| Wheatland         | Platte      | 3.548     |
| Worland           | Washakie    | 5.250     |
| Wright            | Campbell    | 1.347     |
| Yoder             | Goshen      | 169       |